# Pietà z Drobina

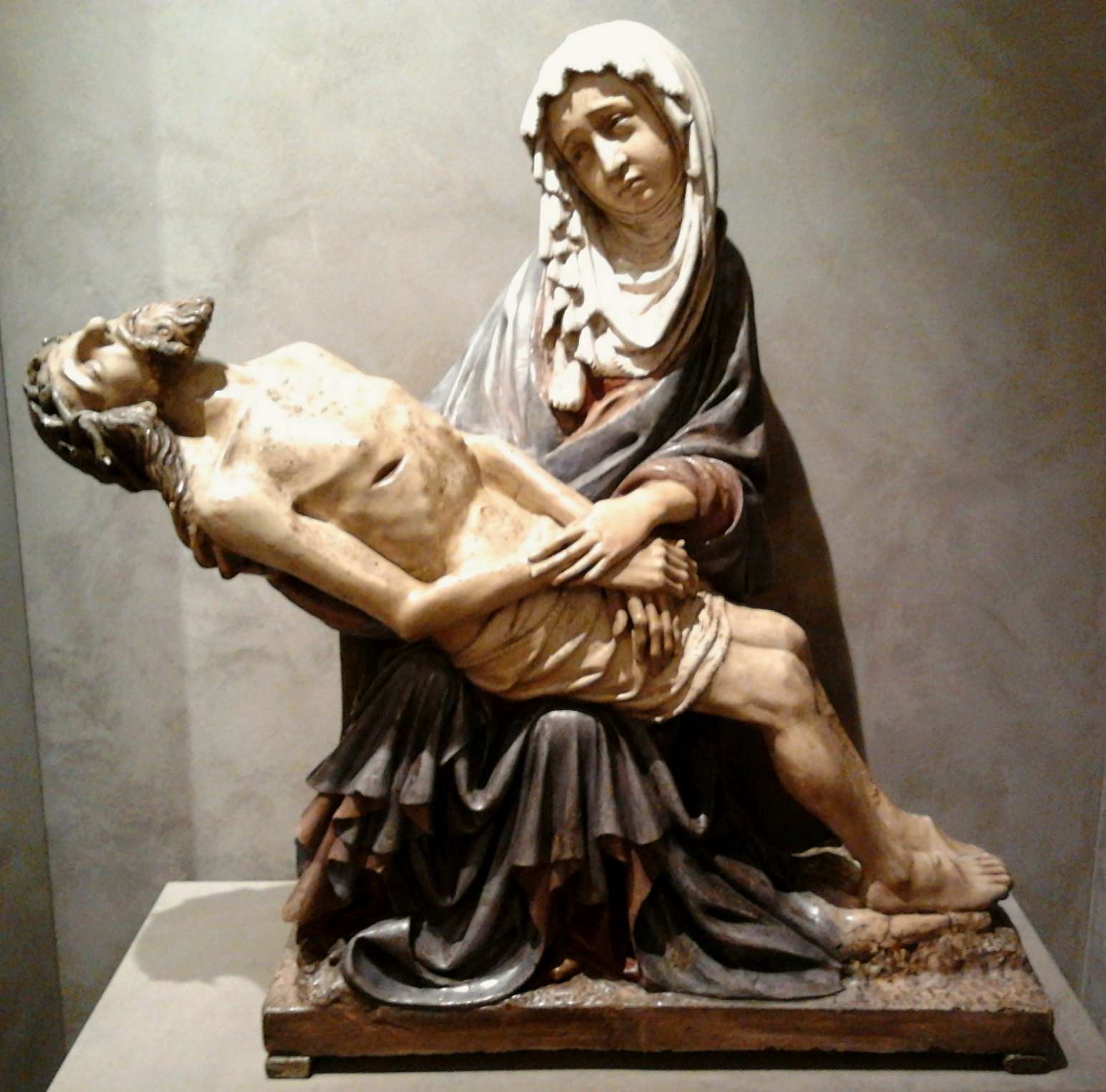
Pietà z Drobina

Pietà z Drobina – gotycka drewniana rzeźba z 1430 roku przedstawiająca Marię trzymającą na kolanach ciało umęczonego Jezusa. Pierwotnie w kościele w Drobinie, obecnie eksponowana w Muzeum Diecezjalnym w Płocku.